# Newman-Projektion

Betrachtung des n-Butans entlang der Bindung zwischen den Kohlenstoffatomen 2 und 3.

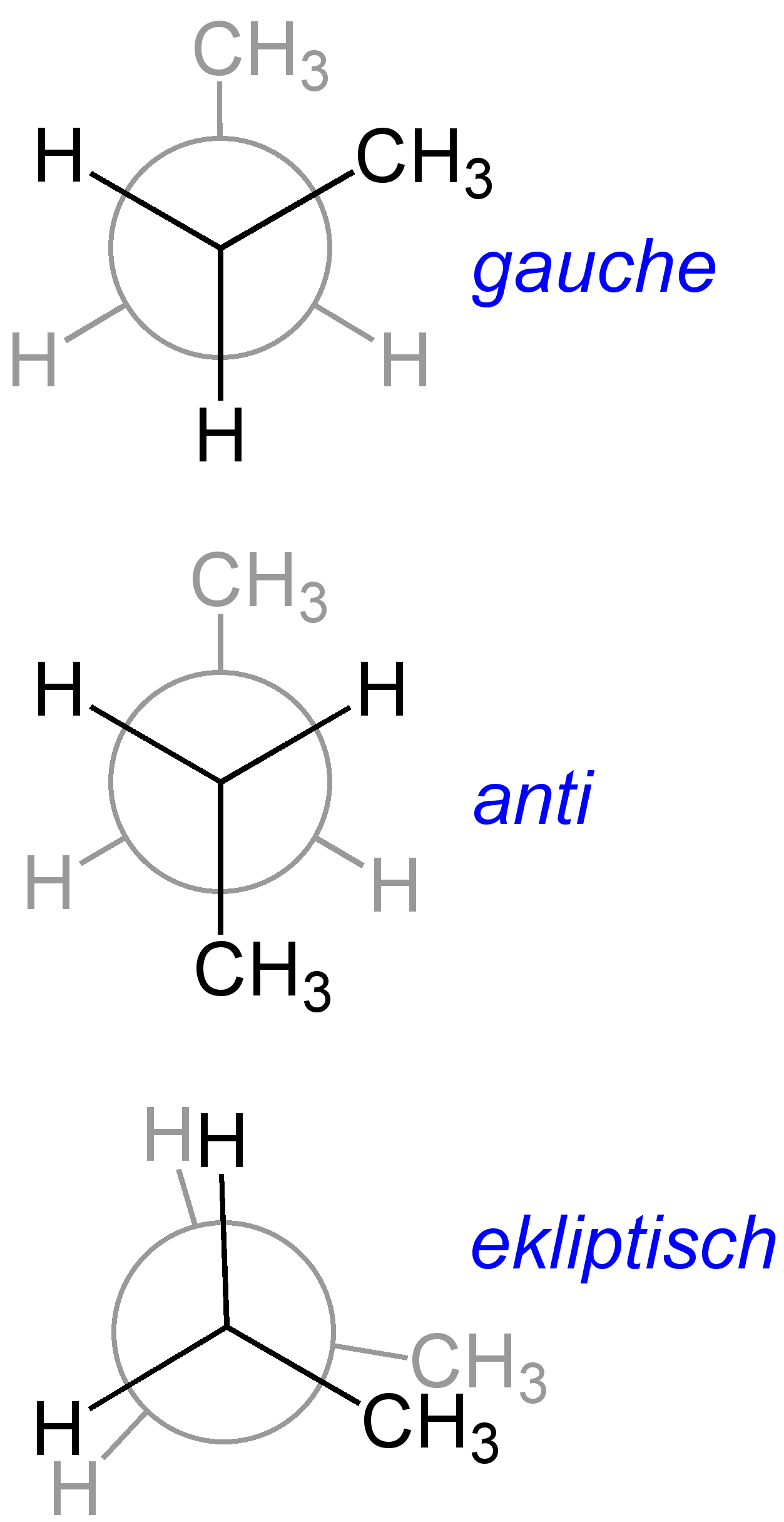
Konformere des n-Butans in Newman-Projektion.

Die Newman-Projektion, die von Melvin Spencer Newman eingeführt wurde, ist eine von mehreren Möglichkeiten, das dreidimensionale Molekül in zweidimensionaler Abbildung darzustellen. Dabei wird das darzustellende Molekül entlang der Rotationsachse einer ausgewählten Einfachbindung betrachtet.

## Verwendung
Die Newman-Projektion eignet sich zur Darstellung der Konformation eines Moleküls. Man unterscheidet bei Alkanen verschiedene Konformere, auch Rotamere, anhand ihres Torsionswinkel. Sie eignet sich ebenfalls zur Beschreibung von Reaktionsmechanismen und der Vorhersage der Stereochemie eines Reaktionsproduktes, beispielsweise nach der Cramschen Regel. Keilstrichformeln können in die Newman-Projektion überführt werden, indem man das Molekül „aus der Papierebene dreht“ und entlang der C–C-Achse betrachtet.

## Andere Darstellungsweisen
- Sägebock-Projektion
- Fischer-Projektion
- Keil-Strich-Schreibweise
- Haworth-Projektion